# Schwarzes Dreieck

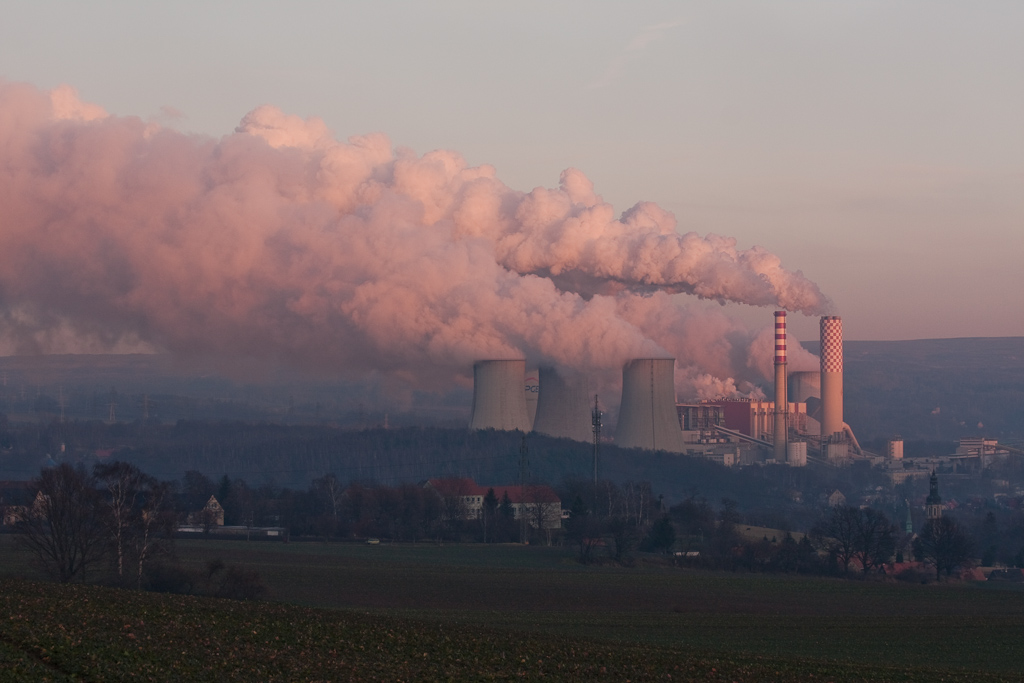
Kraftwerk Turów

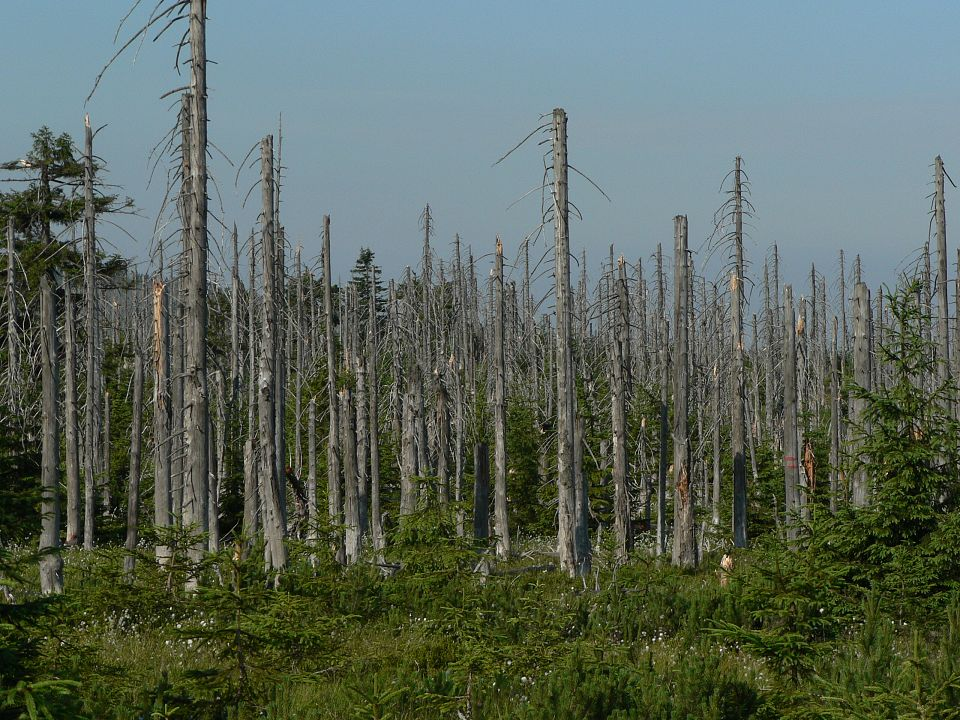
Fichtenwald im Isergebirge (2006)

Als Schwarzes Dreieck (engl. Black Triangle Region) bezeichnete man die Grenzregion zwischen Deutschland, Polen und der Tschechoslowakei, die lange Zeit durch eine extrem hohe Luftverschmutzung gekennzeichnet war. Die Freisetzung großer Mengen an Luftschadstoffen wie Schwefeldioxid, Stickoxide und Staub war unter anderem die Folge der Förderung von Braunkohle im Nordböhmischen Becken, im Mitteldeutschen Braunkohlerevier und im Lausitzer Braunkohlerevier, die in allen drei Staaten zur Erzeugung elektrischer Energie mit Wärmekraftwerken genutzt wurden. Der Begriff selbst wurde in den 1980er-Jahren geprägt.
Das schwarze Dreieck war daher in den Jahren nach der politischen Wende ab 1990 Ziel umfangreicher Emissionsminderungsprogramme, die dazu führten, dass die Emissionen von Schadstoffen zwischen 1989 und 1999 um 80 bis 95 Prozent zurückgegangen sind.
Angeblich waren die Verbesserungen so auffällig, dass etwa der sächsische Umweltminister Frank Kupfer im Jahr 2009 davon sprach, aus dem Schwarzen Dreieck sei ein „Grünes Dreieck“ geworden.